# Ferdinando Imposimato
Ferdinando Imposimato (ur. 9 kwietnia 1936 w Maddaloni, zm. 2 stycznia 2018 w Rzymie) – włoski prawnik, sędzia śledczy i polityk, honorowy przewodniczący Najwyższego Sądu Kasacyjnego.

## Życiorys
Absolwent studiów prawniczych na Uniwersytecie w Neapolu (1959). Pracował jako funkcjonariusz policji, następnie został urzędnikiem w resorcie skarbu państwa. Od 1964 zatrudniony w organach ścigania. Jako sędzia śledczy prowadził m.in. postępowania w zakresie zamachu na papieża Jana Pawła II z 13 maja 1981, porwania i zabójstwa byłego premiera Alda Moro, zabójstwa sędziego Vittoria Bacheleta. Zajmował się też śledztwami przeciwko włoskim organizacjom mafijnym.
W latach 1987–1992 i 1994–1996 był członkiem Senatu X i XII kadencji, od 1992 do 1994 zasiadał w Izbie Deputowanych. Reprezentował Włoską Partię Komunistyczną, a po jej rozwiązaniu Demokratyczną Partię Lewicy. W latach 2001–2008 występował w programie prawniczym Forum nadawanym przez stacje Canale 5 i Rete 4. W 2013 i 2015 Ruch Pięciu Gwiazd promował jego kandydaturę na urząd prezydenta Włoch.
Odznaczony Orderem Zasługi Republiki Włoskiej II klasy.

## Wybrane publikacje
- Corruzione ad alta velocità. Viaggio nel governo invisibile (współautor), 1999, ISBN 88-87509-03-4.
- Terrorismo internazionale. La verità nascosta, 2002, ISBN 88-87509-26-3.
- Vaticano. Un affare di Stato, 2002, ISBN 88-87509-25-5.
- La grande menzogna, 2006, ISBN 88-87509-63-8.
- Doveva morire. Chi ha ucciso Aldo Moro (współautor), 2008, ISBN 978-88-6190-055-4.
- L'errore giudiziario. Aspetti giuridici e casi pratici, 2009, ISBN 88-14-14779-5